# Glodog
Glodog is een bestuurslaag in het regentschap Tuban van de provincie Oost-Java, Indonesië. Glodog telt 4224 inwoners (volkstelling 2010).